# Nagyenyed vasútállomás
A nagyenyedi vasútállomás egyike Erdély legrégebbi, legfontosabb megyebeli állomásainak. Nagyenyed városában található.

## Vasútvonalak
Az állomást az alábbi vasútvonalak érintik:
- 300-as vasúti fővonal

### Története
A vasútvonal már 1871-ben meg volt építve, az állomás épületével viszont csak 1912-ben készültek el. A MÁV szolgálatában Göllner Árpád (1866–1932) dolgozott mint vasúti főfelügyelő.[forrás?] A 20. századi impériumváltások miatt a Magyar Királyi Államvasutak szerepét átvette Románia állami vasúttársasága (CFR). Ekkor Molnár Gyula (1870–1945) mint CFR-főfelügyelő lépett Göllner Árpád helyébe.[forrás?] 1971-ben dupla vasúti síneket és 1973-ban földalatti gyalogos átjárót hoztak létre. Ezzel a vasútállomás bővítése abbamaradt.

### Kinézete
Az épületet egyemeletesre tervezték. A 20. század második felétől az épület bal oldalán a CFR raktára helyezkedett el, a jobb oldalán egy szép, gondozott virágoskert gyönyörködtette az utazókat, amelyet 1950–1970 között Máthé Mózes nagyenyedi lakos rendezett.[forrás?] Gondozott virágoskertjével minden évben díjakat nyertek. A vasútállomás és környezete mindig nagy megbecsülésnek örvendett szépsége és gondozottsága miatt.
A felújítások lassacskán elmaradoztak, napjainkban az arra járó csak egy elhanyagolt vasúti épületet szemlélhet meg.

## A legközelebbi vasútállomások
- Miriszló vasútállomás
- Tövis vasútállomás